# Levan (polisaharid)
Levan je homopolisaharid koji se sastoji od D-fruktofuranozilnih monomera spojenih 2,6 vezama sa vešestrukim granama putem 2,1 veza. On nalazi primenu kao funkcionalni biopolimer u namirnicama, stočnoj hrani, kozmetici, kao i u farmaceutskoj i hemijskoj industriji. 
Levan se može koristiti kao dodatak hrani sa prebiotičkim i hipoholesterolskim dejstvima. U kozmetici se koristi je uzrokuje ćelijsku proliferaciju, daje vlažnost koži, i ublažava kožne iritacije. Derivati levana kao što su sulfatisani, fosfatisani, ili acetilisani levani nalaze primenu kao anti-AIDS agensi. Pored toga, levan se koristi kao pokrivni materijal za lekove. Levan ima brojne industrijske primene kao surfaktant, što je posledica njegove površinske aktivnosti, npr. glikol/levan vodeni dvofazni sistem za razdvajanje proteina.

## Literatura
- Kang;  . (2009). „Levan: Applications and Perspectives”. Microbial Production of Biopolymers and Polymer Precursors. Caister Academic Press. ISBN 978-1-904455-36-3.